# Nicolaus Cruquius
Nicolaus Samuelis Cruquius (West-Vlieland, 2 december 1678 - Spaarndam, 5 februari 1754) was een Nederlands landmeter, waterbouwkundig plannenmaker en cartograaf en astronoom, die tevens als een van de grondleggers van de meteorologie geldt.

## Biografie

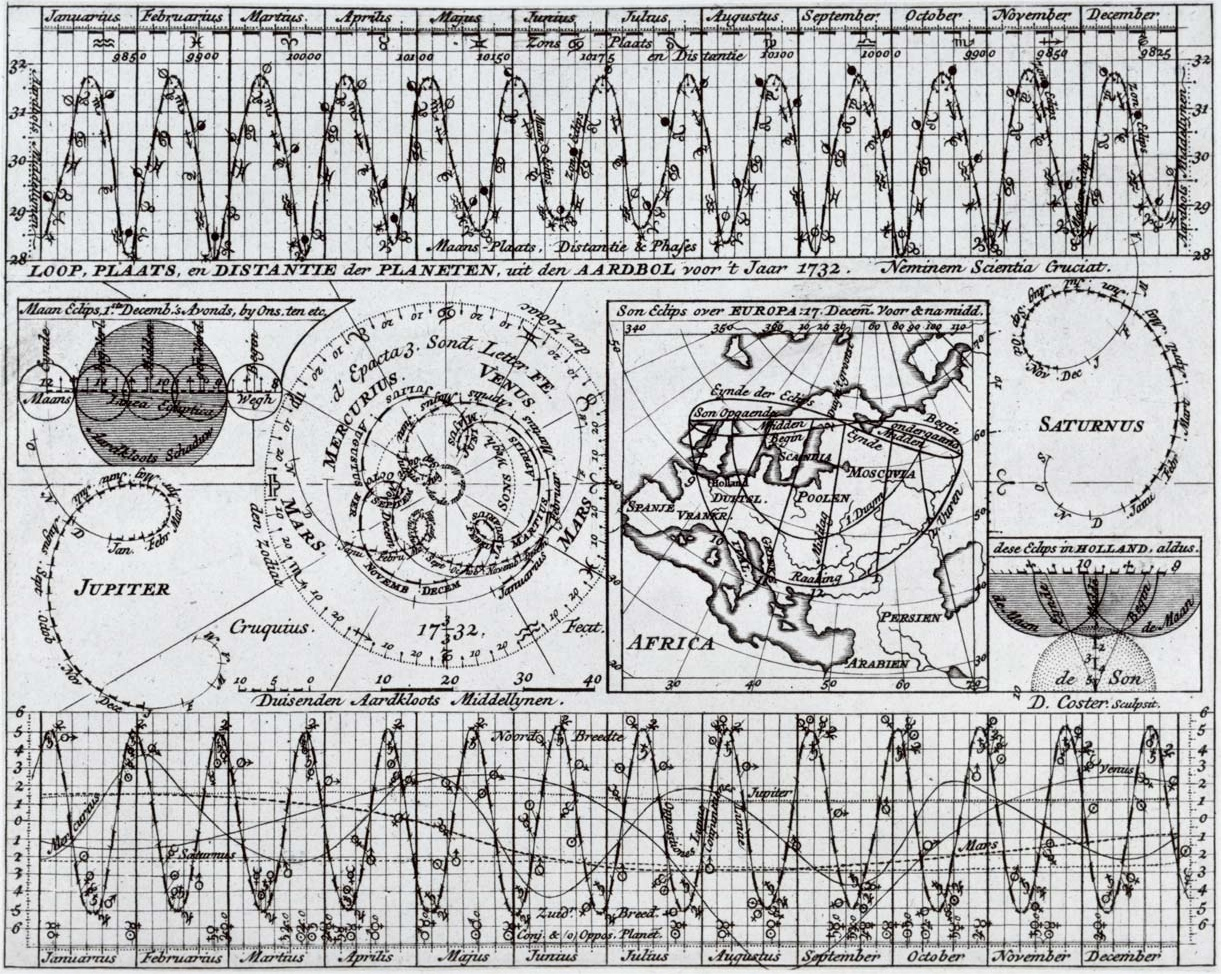
"Loop, Plaats en Distantiën der Planeten uit den Aartbol voor het jaar 1732" Zowel de maansverduistering van 1 december als de zonsverduistering van 17 december dat jaar zijn schematisch afgebeeld.

Cruquius werd vermoedelijk geboren als Nicolaas Kruik en gedoopt in de hervormde gemeente van West-Vlieland. Kort na zijn geboorte verhuisde het gezin naar Delft, waar zijn vader Samuel in diverse hoedanigheden, waaronder koster, schoolmeester, wiskundige en examinator voor de Verenigde Oost-Indische Compagnie ging werken. Hij had twee broers, Jacob en Dirk, en twee zusters, Lucia en Aafjen. Aangezien zijn beide broers reeds op jeugdige leeftijd stierven en zijn moeder, Veronica van der Meer, op zeker moment vanwege psychische problemen thuis verpleegd moest worden, werd Nicolaas na de dood van zijn vader, waarschijnlijk omstreeks 1722, de kostwinner van het gezin.
Hij begon als landmeter bij het Hoogheemraadschap Delfland. In 1712 publiceerde hij samen met zijn broer Jacob een gedetailleerde kaart van het Hoogheemraadschap Delfland.
Op 28 maart 1716 schreef hij zich in aan de Hoge School te Leiden als "Krukius, student in de medicijnen, geboren te Delft, 1678". Dat was dus onjuist, want hij was geboren op Vlieland. In 1717 ging Cruquius in Leiden geneeskunde studeren bij Boerhaave. Via hem werd hij lid van de Britse Royal Society. Nicolaas Kruik verhuisde in deze zelfde periode naar Rijnsburg en latiniseerde, zoals veel tijdgenoten, zijn achternaam tot Cruquius (varianten: Kruchius, Kruikius en Krukius). In een opsomming van huizen in Rijnsburg uit 1733 staat bij de "Huijsen op de Oude Vliet": "Samuel Cruquius erven met een bouwoninge en tuijn"
Zijn loopbaan werd voortgezet bij het Hoogheemraadschap van Rijnland.
Cruquius bleef ongehuwd en had geen kinderen. Zijn laatste jaren bracht hij grotendeels alleen door in het grote Gemeenlandshuis van Rijnland in Spaarndam. Hij was toen bijna blind. Hij was teleurgesteld in zijn prestaties, omdat zijn grote ideeën niet tot uitvoering waren gebracht. Noch de sluis bij Katwijk, ook niet de doorgraving van de duinen bij Hoek van Holland om Rotterdam een verbinding met zee te geven (die later wel zou worden verwezenlijkt voor de Nieuwe Waterweg), en ook niet de droogmaking van de Haarlemmermeer. Deze projecten werden pas een (halve) eeuw later uitgevoerd.
Bij zijn overlijden in 1754 bleek hij als perfectionist zijn begrafenis en erfenis tot in detail geregeld te hebben, inclusief de tekst op zijn grafzerk, waarin stond dat hij een nazaat was van graaf Willem II van Holland. Zijn grafsteen en een herdenkingsraam zijn te vinden in het oude kerkje van Spaarndam.
Zijn huishoudster, Johanna, bleef jarenlang bij hem en zorgde voor hem. Zij kreeg een derde van Cruquius' erfenis. De overige twee derde ging naar Cruquius' zus Anna en haar kinderen.

## Wetenschappelijk werk

### Landmeten en waterhuishouding

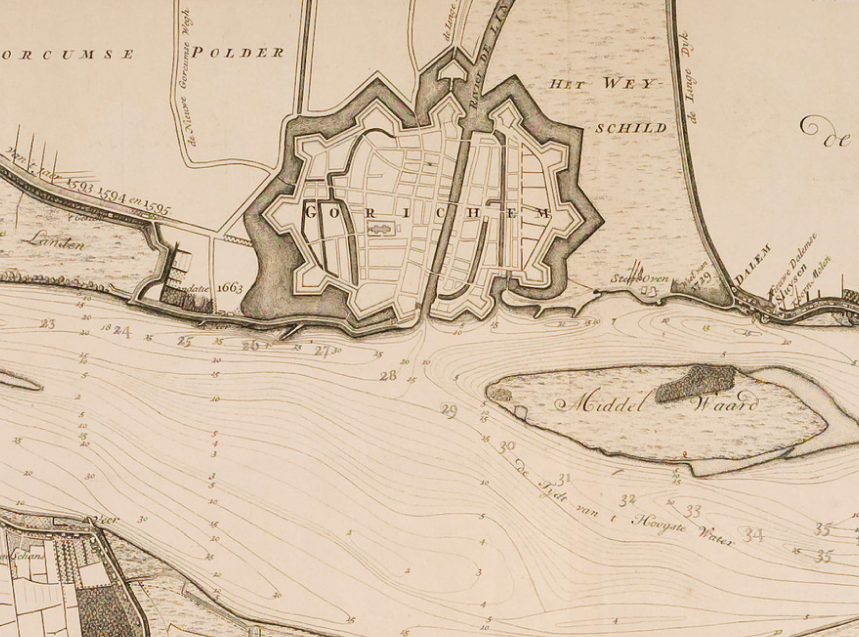
Contourkaart van Merwede door Cruquius, 1730

Cruquius begon als zelfstandig landmeter en maakte landkaarten. Daarnaast was hij sterrenkundige.
In 1720 kreeg hij opdracht van de burgemeester van Leiden, Johan van de Bergh, om een oplossing te vinden voor de slechte toestand van de grachten in die stad. Cruquius bedacht dat een uitwateringssluis bij Katwijk een oplossing zou kunnen zijn, met als resultaat een sterkere spoeling door de grachten. Deze sluis zou ook kunnen dienen voor een eventuele droogmaking van de Haarlemmermeer. Maar op het droogmalen van de Haarlemmermeer rustte in die tijd een taboe. Haarlem en Leiden waren bang dat hun scheepvaartbelangen in de knel zouden komen bij zo een droogmaking.
Door vanaf 1729 waterpassingen en peilingen te doen in de boezemwateren van Rijnland, in het IJ en in de Noordzee bij Katwijk kwam Cruquius tot de conclusie dat een uitwateringssluis bij Katwijk de oplossing was voor diverse problemen. Hij schreef zelf: "Eéne sluys aan de Noordzee soude tot waterlosing soveel dienst doen als 6 of 7 aan het Ye". Het plan van Cruquius kwam echter niet tot uitvoering tijdens zijn leven.
Cruquius gebruikte als een van de eersten dieptelijnen, niveaukrommen genoemd, om op een landkaart punten van gelijke diepte met elkaar te verbinden. Dat deed hij op een kaart van de Merwede uit 1730.
Pas in 1807 werd de eerste uitwateringsluis in Katwijk gebouwd. De Haarlemmermeer werd in 1852 drooggemalen door de stoomgemalen De Cruquius, Lynden en De Leeghwater. De Nieuwe Waterweg (ook een van zijn plannen) werd in 1872 bewerkstelligd door de doorgraving van de duinen bij Hoek van Holland.

### Temperatuur en meteorologie
Cruquius is vermaard om zijn weermetingen, die hij vooral uitvoerde omdat hij vond dat nauwkeurige waarnemingen vereist waren om de waterhuishouding in kaart te brengen. Van deze waarnemingen wordt nog steeds gebruikgemaakt bij historisch weeronderzoek. Dankzij Cruquius is Nederland in dit opzicht uniek: in geen enkel land is zo lang achtereen zonder onderbreking het weer gemeten.
Cruquius was dol op het uitvoeren van metingen. Behalve de meteorologische metingen die hij vanaf zijn tienerjaren uitvoerde en waar hij beroemd om is, hield hij ook tijdens zijn studie geneeskunde een half jaar lang zijn eigen gewicht en urineproductie nauwkeurig bij. Hij stopte echter daarmee, toen hij zich vanwege de schommelingen begon in te beelden dat hij aan allerlei ziekten leed.
Op 19 december 1705 begon Cruquius als opziener van Delfland in Delft meestal enkele keren per dag met aflezingen van temperatuur, luchtdruk, vocht en neerslag. Hij maakte gebruik van primitieve instrumenten, zoals een opvangbak voor de regen en een luchtthermometer. Dit instrument bestond uit een afgesloten U-vormige buis, waarvan een uiteinde uitmondde in een met lucht gevulde bol. Bij verwarming zette de lucht uit en werd de vloeistof in de buis omlaag gedrukt.
Cruquius bedacht een eigen schaalverdeling, omdat er nog geen universele thermometerschaal bestond. Vanaf 1727 vermeldde hij de temperatuur in graden Fahrenheit. In die jaren experimenteerde Fahrenheit met kwikthermometers en introduceerde hij de schaal van Fahrenheit. Cruquius heeft toen alle eerdere metingen omgerekend in graden Fahrenheit en die gegevens zijn bewaard gebleven.
De waterbouwkundige onderhield nauwe contacten met een Engelse meteorologische organisatie, die voorschreef hoe de metingen moesten worden gedaan. Zodoende is bekend hoe Cruquius heeft gemeten en kon het KNMI zijn temperatuurreeks van 1706 tot 1734 reconstrueren. Vanaf 1734 zijn ook op andere plaatsen in Nederland metingen verricht, zodat we nu over een meetreeks beschikken van meer dan drie eeuwen.
Cruquius noteerde ook luchtdruk, vochtigheid en neerslag. Over zijn barometer weten we weinig en de vochtigheid las hij af uit het gewicht van een met salmiak bevochtigde spons aan een balans. Later had hij de beschikking over een weerhuisje, zoals we ze nu nog vinden in souvenirwinkels. De windsnelheid leidde hij af uit molens waarbij de omloopsnelheid van de wieken een maat was.
Cruquius was overtuigd van het nut van weerkundige waarnemingen om vast te kunnen stellen hoe Nederland tegen het dreigende geweld van de zee, storm, en regen kon worden beschermd. Hij diende in 1725 bij de toenmalige provinciale regering, de Staten van Holland, een verzoek in om financiële steun voor de meteorologie en de invloed van het weer op de waterstaat. Hij voorzag problemen door de stijging van de zeespiegel, dichtslibben van het IJ. Ook wilde hij het Haarlemmermeer inpolderen, dat steeds groter werd en de steden als Haarlem en Leiden begon te bedreigen. Daarmee was hij zijn tijd ver vooruit.
Zijn aanvraag voor een centraal instituut voor meteorologie werd afgewezen, deels omdat hij niet serieus werd genomen, maar ook omdat de centrale aanpak die hij bepleitte politiek niet haalbaar was. In de Republiek der Verenigde Nederlanden wilden namelijk de provincies hun eigen autonomie zo veel mogelijk behouden. Het in 1798 opgerichte Rijkswaterstaat kan gezien worden als een resultaat van de gedachten van Cruquius hierover.
Ruim een eeuw na Cruquius kwam Buys Ballot met een soortgelijk verzoek, naar aanleiding waarvan het KNMI is opgericht. Het is niet bekend of Buys Ballot zich baseerde op de ideeën van Cruquius, maar hij kende zijn meteorologische metingen wel.
Teleurgesteld over de afwijzing van zijn aanvraag trok Cruquius zich terug en was zijn laatste levensjaren opzichter voor het hoogheemraadschap Rijnland.

## Gemaal De Cruquius
Het gemaal De Cruquius langs de Ringvaart van de Haarlemmermeerpolder is naar Cruquius genoemd. Het ernaast liggende dorp Cruquius is naar dat gemaal genoemd.
- Biografisch Portaal: 00256529
- Digitale Bibliotheek voor de Nederlandse Letteren: cruq002
- Gemeinsame Normdatei: 122451805
- International Standard Name Identifier: 0000 0000 7102 8554
- Library of Congress Control Number: nr88003006
- Nationale Bibliotheek van Tsjechië: mzk2009533709
- Nederlandse Thesaurus van Auteursnamen: 069758948
- RKD-Nederlands Instituut voor Kunstgeschiedenis: 116198
- Système universitaire de documentation: 103211969
- Union List of Artist Names: 500540048
- Virtual International Authority File: 47643770
- WorldCat: E39PBJjHbxDxqQ6x7Ht4fx83cP